# Французский связной (коктейль)
«Францу́зский связно́й» (англ. French Connection) — алкогольный коктейль на основе коньяка и миндального ликёра Амаретто. Относится к категории десертный коктейль. Входит в число официальных коктейлей Международной ассоциации барменов (IBA), категория «Современная классика» (англ. Contemporary classics).

## Рецепт и ингредиенты
Состав:
- коньяк или бренди — 35 мл
- миндальный ликёр Амаретто — 35 мл.

Метод приготовления: билд со льдом. Стакан олд фешен наполняют пищевым льдом, затем наливают коньяк и миндальный ликёр Амаретто и тщательно перемешивают со льдом. Подают в старомодном бокале.